# Волков (Солонковская сельская община)
Во́лков (укр. Вовків) — село в Солонковской сельской общине Львовского района Львовской области Украины.
Население по переписи 2017 года составляло 218 человек. Занимает площадь 1,79 км². Почтовый индекс — 81139. Телефонный код — 3230.

## Известные уроженцы
- Устиянович, Корнило Николаевич (1839—1903) — украинский живописец, поэт, писатель, общественный деятель, редактор, иконописец.